# DKW-Schnellaster
DKW-Schnellaster — малотоннажный грузовой автомобиль, выпускаемый компанией Auto Union после Второй мировой войны. Это первый автомобиль, произведённый в Ингольштадте.

## Описание
Автомобиль DKW-Schnellaster имеет переднеприводную компоновку, короткий наклонный аэродинамический капот и рядное расположение двигателя. Первой моделью являлся F 89 L, выпускаемый с 1949 по 1952 год. С 1952 по 1954 год мощность двигателя составляла 22 л. с. С 1954 по 1955 год выпускалась модель Typ 30, а с 1955 по 1962 год — Typ 3.

## Технические характеристики
|                       | F 89 L (1949—1952)       | F 89 L (1952—1954)       | Typ 30 (1954—1955) | Typ 3, 3=6 (1955—1962) |
| --------------------- | ------------------------ | ------------------------ | ------------------ | ---------------------- |
| Цилиндров             | 2                        | 2                        | 2                  | 3                      |
| Охлаждение            | Водяное                  | Водяное                  | Водяное            | Водяное                |
| Hubraum               | 688 см³                  | 688 см³                  | 792 см³            | 896 см³                |
| Диаметр × Ход поршня  | 76 × 76                  | 76 × 76                  | 78 × 83            | 71 × 76                |
| Мощность при об/мин   | 14,7 кВт (20 л. с.) 3600 | 16,2 кВт (22 л. с.) 4000 | 22 кВт (30 л. с.)  | 23,5 кВт (32 л. с.)    |
| Трансмиссия           | 3-скор. МКПП             | 4-скор. МКПП             | 4-скор. МКПП       | 4-скор. МКПП           |
| Передняя/задняя колея | 1190/1250 мм             | 1320/1390 мм             | 1320/1390 мм       | 1320/1390 мм           |
| Колёсная база         | 2500 мм                  | 2750 мм                  | 2750 мм            | 2750 мм                |
| Длина                 | 3930 мм                  | 4180—4455 мм             | 4180—4455 мм       | 4180—4455 мм           |
| Ширина                | 1550 мм                  | 1670 мм                  |                    |                        |
| Снаряжённая масса     | 915 кг                   | 1079—1161 кг             | 1079—1161 кг       |                        |
| Грузоподъёмность      | 745 кг                   | 750 кг                   | 800 кг             | 800 кг                 |
| Полная масса          | 1650 кг—1860 кг          | 1780—1876 кг             | 1950 —1975 кг      | 1900—1980 кг           |
| Максимальная скорость | 60 км/ч (с грузом)       | 70—80 км/ч               | 70—80 км/ч         | 70—80 км/ч             |

## Галерея

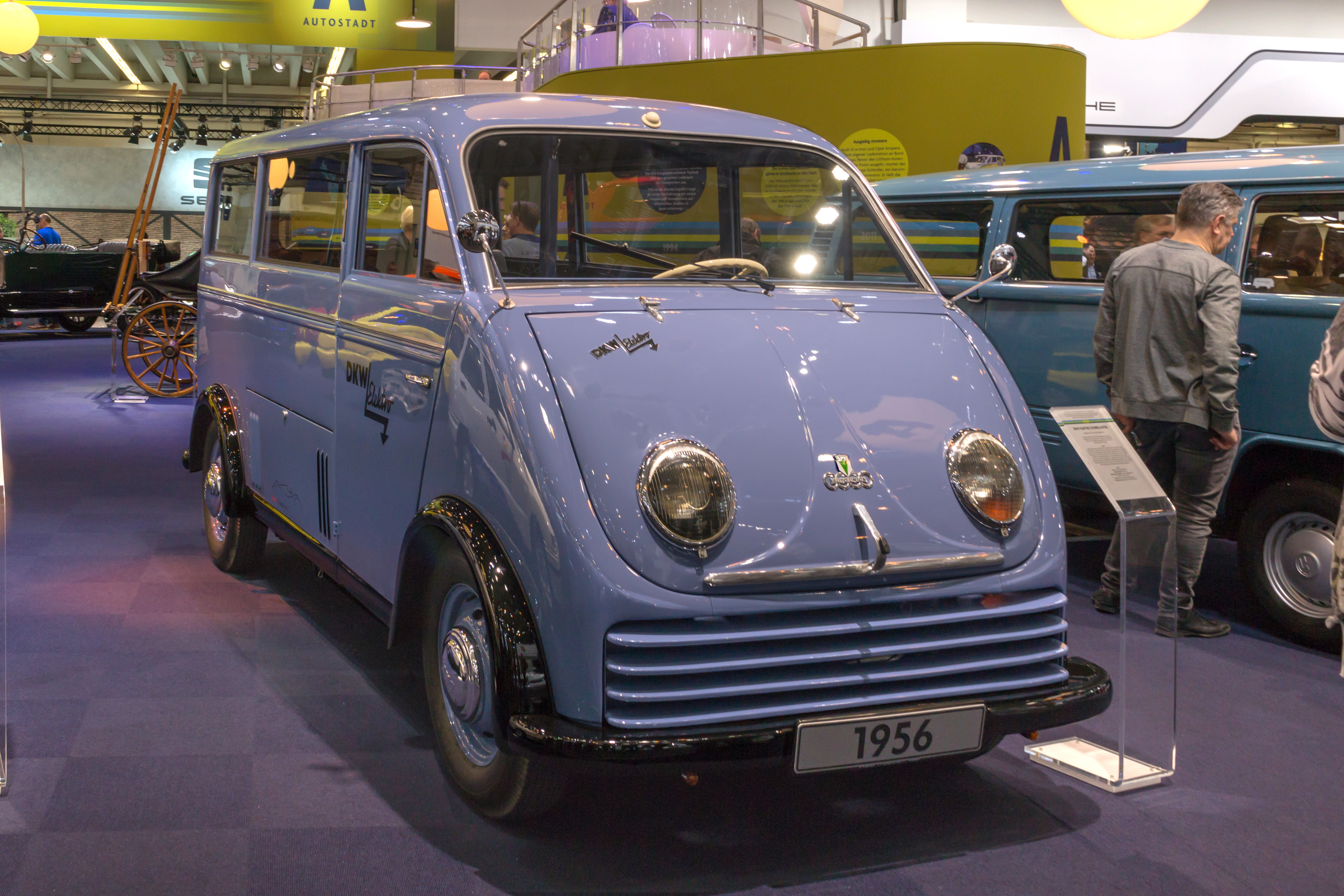
Электромобиль
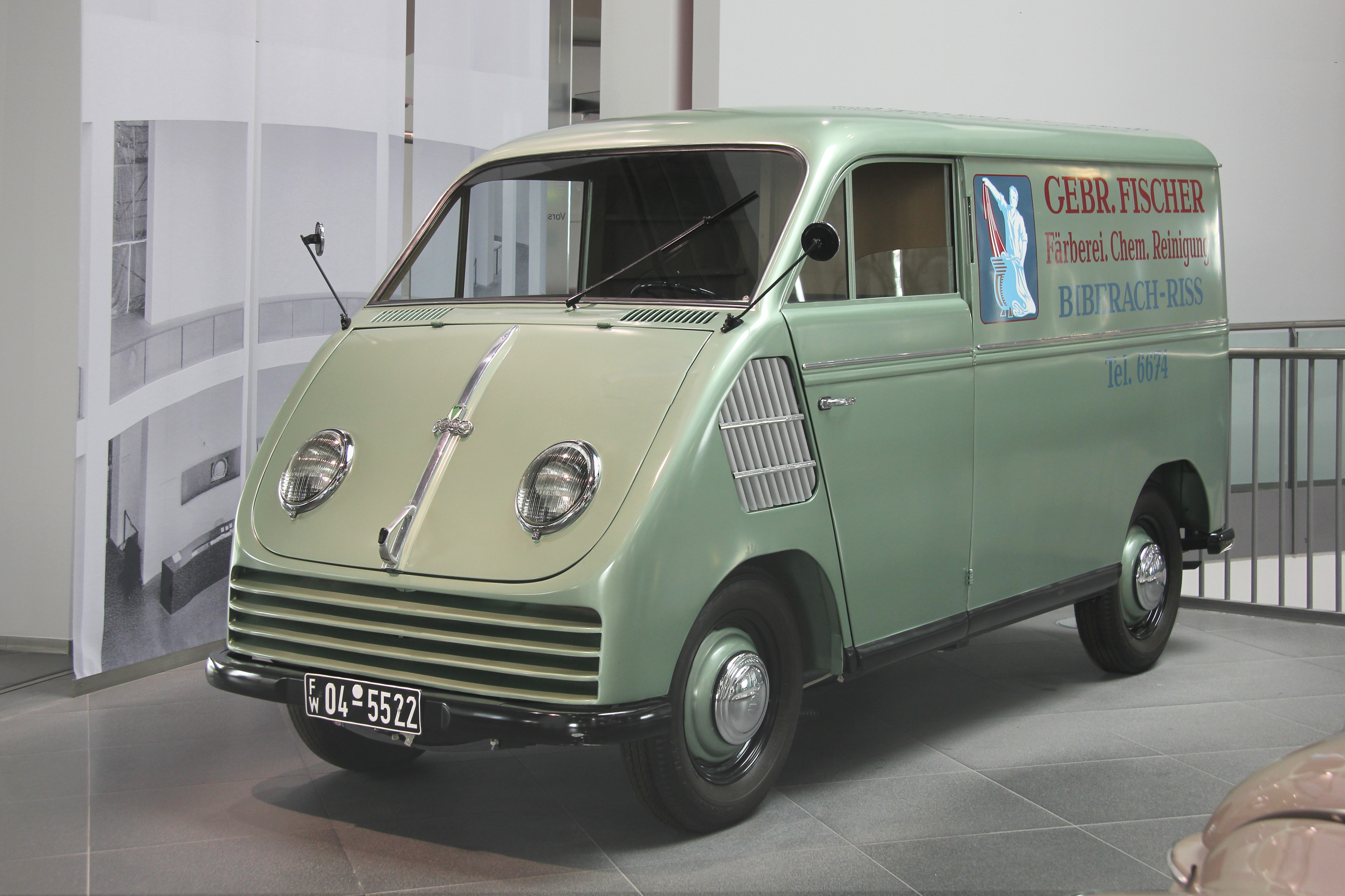
DKW Kastenwagen
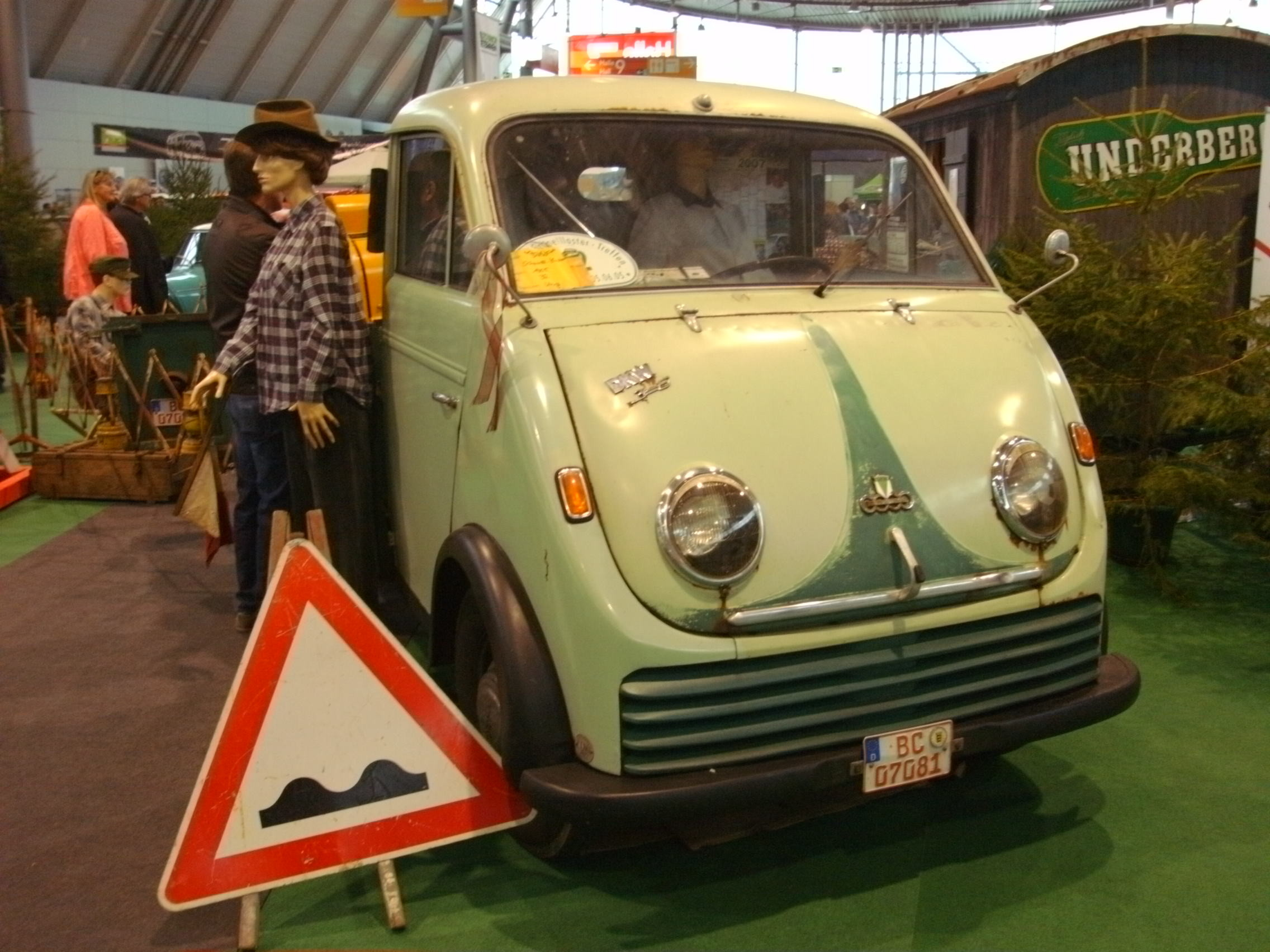
DKW Schnell-Laster